# Народно читалище „Йордан Йовков – 1894“
Народно читалище „Йордан Йовков – 1894“ е читалище в Алфатар.
Читалището е основано през 1894 г. Помещава в сграда, построена през 1973 г. в централната част на града. В читалището се поддържа библиотека с над 25 000 тома, както и музейна сбирка, в която са експонирани най-значимите събития в развитието на града и общината. Към читалището се развива художествена самодейност – за автентичен фолклор – Ансамбъл „Алфатар“, самодеен театрален състав, детски танцов състав, модерен балет „Алфа“. Оборудвано е с компютри и осигурява безплатен интернет по проект „Глобални библиотеки“. Извършва се компютъризация на библиотечния фонд.